# 海尔斯塔珀
海尔斯塔珀（荷蘭語：Herstappe，荷蘭語發音：[ˈɦɛrstɑpə]），或按法语发音译作埃斯塔普（法語發音：[ɛʁstap]），是比利时弗拉芒大区林堡省通厄倫區的一个语言便利市镇，南接瓦隆大区列日省，面积1.35平方千米，人口88人（2018年1月1日）。海尔斯塔珀是弗拉芒社群的一部分，官方语言为荷蘭語，但当地亦有居民使用法语，作为一个语言便利市镇，海尔斯塔珀市政部门为法语使用者提供语言便利。由于其语言便利市镇的特殊地位，海尔斯塔珀没有在1977年比利时市镇大合并中并入临近城市通厄伦，其如今仍是一个独立的市镇，也是比利时人口最少和面积第三小的市镇。